# Brumunddal
Brumunddal este un oraș situatîn partea de sud a Norvegiei, în comuna Ringsaker din provincia Innlandet, pe malul estic al lacului Mjøsa. Este reședința comunei, are o suprafață de 6,81 km² și o populație de 11.019 locuitori (2021). Până la data de 1.1.2020 a aparținut provinciei Hedmark.Industria lemnului și constructoare de mașini (mașini agricole). Brumunddal s-a dezvoltat odată cu deschiderea liniei feroviare Dovre (Dovrebanen) în 1864. Biserica din localitate datează din 1965.